# 山本博 (射箭選手)
山本博（1962年10月31日—），生于横滨市，日本射箭运动员。他曾参加五届奥运，共收获一银一铜。其外号“中年之星”出自其在2004年雅典奥运以41岁之龄获得银牌。